# Nợ tồn đọng
Nợ phải trả là các khoản nợ phản ánh các chi phí chưa được thanh toán hoặc ghi nợ theo các tài khoản phải trả trong kỳ kế toán; nói cách khác, nghĩa vụ của một công ty là thanh toán cho hàng hoá và dịch vụ đã được cung cấp mà chưa nhận được hóa đơn. Ví dụ bao gồm các khoản tiền lương phải trả, thuế doanh thu phải trả và khoản tiền thuê phải trả.
Có hai loại nợ phải trả
- Thường xuyên và định kỳ
- Không thường xuyên hoặc không định kỳ

Nợ phải trả Thường xuyên và Định kỳ là các loại giao dịch xảy ra như là một phần bình thường, hàng ngày của chu kỳ kinh doanh. Nợ tồn động không thường xuyên hoặc không định kỳ là các giao dịch không xảy ra như là một phần hàng ngày của chu kỳ kinh doanh, nhưng thỉnh thoảng xảy ra.

## Ví dụ: Tiền lương tồn động phải trả
Hầu hết các công ty trả lương cho nhân viên của họ theo một lịch trình đã định trước. Chúng ta hãy sử dụng một ví dụ với một công ty gọi là "Imaginary company Ltd." Nó trả cho nhân viên của mình mỗi thứ Sáu cho những giờ làm việc trong tuần đó.
Ví dụ này sẽ xem xét một tháng (tháng 6) và xem cách nó ghi lại Lương tồn động của họ. Bởi vì tiền lương được tích luỹ trong một tuần trước khi được trả, tiền lương trả vào thứ Sáu là khoản bồi thường cho tuần kết thúc vào ngày 5 tháng 6. Nếu tổng số tiền lương cho 4 Thứ Sáu vào tháng Sáu là $ 1000.00 ($ 250.00 mỗi tuần hoặc $ 50.00 mỗi ngày), "Imaginary Company Ltd." sẽ thực hiện các mục nhật ký thông thường cho các khoản thanh toán tiền lương vào cuối mỗi tuần. Khi công ty trả lương, nó sẽ tăng tài khoản 'Chi phí tiền lương' và làm giảm tài khoản 'Tiền mặt'. Trong ví dụ này, "Imaginary company Ltd." sẽ trả tiền lương vào các ngày 5, 12, 19 và 26 tháng 6. Giả sử công ty chuẩn bị Báo cáo tài chính mỗi tháng, họ nợ thêm $ 200.00 tiền lương cho bốn ngày làm việc cuối cùng trong tháng 6 (27, 28, 29, và 30). Công ty sẽ không trả lương cho đến thứ sáu tuần sau của tháng tiếp theo vào ngày 03 tháng 7; để đảm bảo báo cáo của công ty vẫn chính xác phải điều chỉnh.
```
Lương Chi $1000.00
Tiền mặt $1000.00
```

```
Lương Chi $200.00
Tiền Lương tồn động Phải Trả $200.00
```

Nếu công ty không ghi lại giao dịch thứ hai, cả Chi phí và Nợ đều được báo cáo không đúng sự thật. Điều này sẽ làm cho thu nhập của công ty xuất hiện cao hơn thực tế, có thể có hậu quả rất nghiêm trọng.
Nợ phải trả đối lập của chi phí trả trước. Xem Nguyên tắc so khớp.